# Základní zákony Izraele
Základní zákony Izraele (hebrejsky: חוקי יסוד, chukej jesod) jsou kapitoly nepsané ústavy Státu Izrael.

## Pozadí
Stát Izrael nemá klasickou psanou ústavu. Přestože Deklarace nezávislosti slibuje, že ústava bude schválena do 1. října 1948, propastí mezi sekulárními a náboženskými představiteli vznikl rozpor, jenž znemožnil přijetí jednotného dokumentu. David Ben Gurion později prohlásil, že Izrael by měl vyčkat návratu většiny Židů do Izraele. Zbožní Židé odmítali představu, že jejich národ bude mít dokument, který bude mít větší autoritu než náboženské texty jako jsou Tóra, Tanach, Talmud a Šulchan aruch. Začátkem 90. let prohlásil vůdce Šasu, Arje Deri, že i kdyby v návrhu ústavy bylo Desatero, odmítl by se pod něj podepsat.
Kompromisní řešení navrhl člen Knesetu poslanec Hariri a tato rezoluce nesoucí jeho jméno byla přijata Knesetem 13. června 1950. Kompromis fakticky znamená, že budou jednotlivé kapitoly přijímány postupně prostřednictvím tzv. Základních zákonů. Ty by měly být v budoucnu spojeny a dohromady tak utvořit budoucí izraelskou ústavu. První Základní zákon – Kneset – byl přijat Třetím Knesetem v roce 1958. Ostatní Základní zákony byly schvalovány v nepravidelných intervalech. Jejich pozice v izraelském právním systému je do značné míry specifická. Pro jejich změnu je potřeba absolutní většina poslanců (minimálně 60), v určitých situacích i tzv. zvláštní většina. Při posuzování rozporu dílčích zákonů se Základními zákony u Nejvyššího soudu je takové posuzování prioritní. Právní vahou se tedy řadí spíše mezi roviny ústavní, přestože ústava v Izraeli doposud neexistuje. Do současné doby bylo přijato celkem dvanáct Základních zákonů, avšak v současnosti je v platnosti jedenáct Základních zákonů.
V současné době jsou v přípravě další Základní zákony. Patří mezi ně: „Legislativa“, „Práva v procesu“ a „Svoboda projevu a sdružování.